# Real Time with Bill Maher
Real Time with Bill Maher je americká televizní talk show, kterou každý týden na HBO uvádí komik a politický satirik Bill Maher. Podobně jako v jeho předchozím pořadu Politically Incorrect na stanici Comedy Central a později na ABC, i v Real Time diskutují hosté o aktuálním dění v politice a médiích. Na rozdíl od předchozího pořadu jsou hosté obvykle lépe obeznámeni s danou problematikou: panelu se účastní více odborníků, jako jsou novináři, profesoři a politici, a méně herců a celebrit.
Real Time je týdenní hodinový pořad s publikem ve studiu. Dříve se vysílal živě v pátek večer ve 22:00 SELČ, ale od 20. série (leden 2022) je předtáčen v 19:00 SELČ. Vysílá se ze Studia 33 („Studio Boba Barkera“) v Television City v Los Angeles. Kromě toho po pořadu rychle následuje 10 až 15minutový segment „Přesčasy“ na YouTube (Live Streams), který odpovídá na otázky diváků položené prostřednictvím online webových stránek HBO k pořadu.
V září 2021 HBO oznámila, že seriál byl prodloužen o další dvě sezóny, čímž se udržel ve vysílání až do roku 2024. Dvacátá první sezóna seriálu měla premiéru 20. ledna 2023. Od 3. února 2023 byl do pořadu CNN Tonight přidán segment po skončení pořadu Přesčasy.